# Rue de Paris (Prague)
Pour les articles homonymes, voir Rue de Paris.
La rue de Paris (en tchèque Pařížská), parfois également appelée avenue de Paris, est une voie publique de la commune de Prague, en République tchèque. 

## Situation et accès
Elle est située dans la Vieille Ville, reliant la place de la Vieille-Ville à la place Pierre-et-Marie-Curie (Náměstí Curieových) qui borde le fleuve par le quai Dvořák.

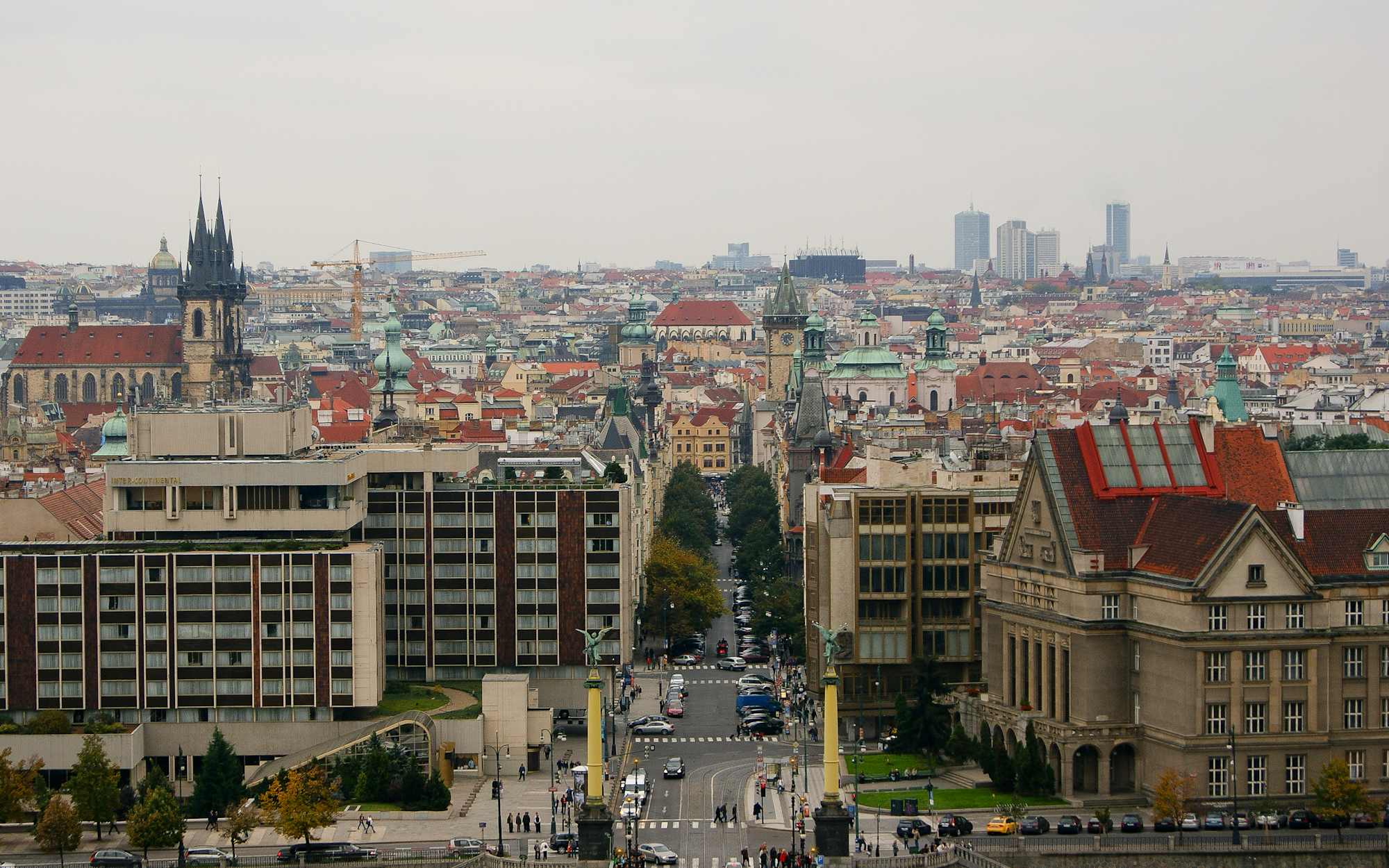
La rue de Paris, vue depuis l'ancien Monument à Staline, aujourd'hui détruit, dans le quartier de Letná

L'artère part de la place de la Vieille-Ville vers le nord, traverse le quartier juif Josefov et débouche sur la rive de la Vltava au pont Svatopluk Čech, devant le métronome géant. En chemin elle croise la rue Široká et le quai Dvořák. Des deux côtés cheminent des allées piétonnes bordées d'arbres, tracé unique dans la partie historique de Prague (à part la place Venceslas).
Aujourd'hui cette rue Pařížská est un axe commerçant luxueux où se trouvent de nombreuses boutiques de mode et des restaurants touristiques.
Les prix de location des appartements y sont parmi les plus élevés de la capitale, avec la rue Na Příkopě. 

## Historique

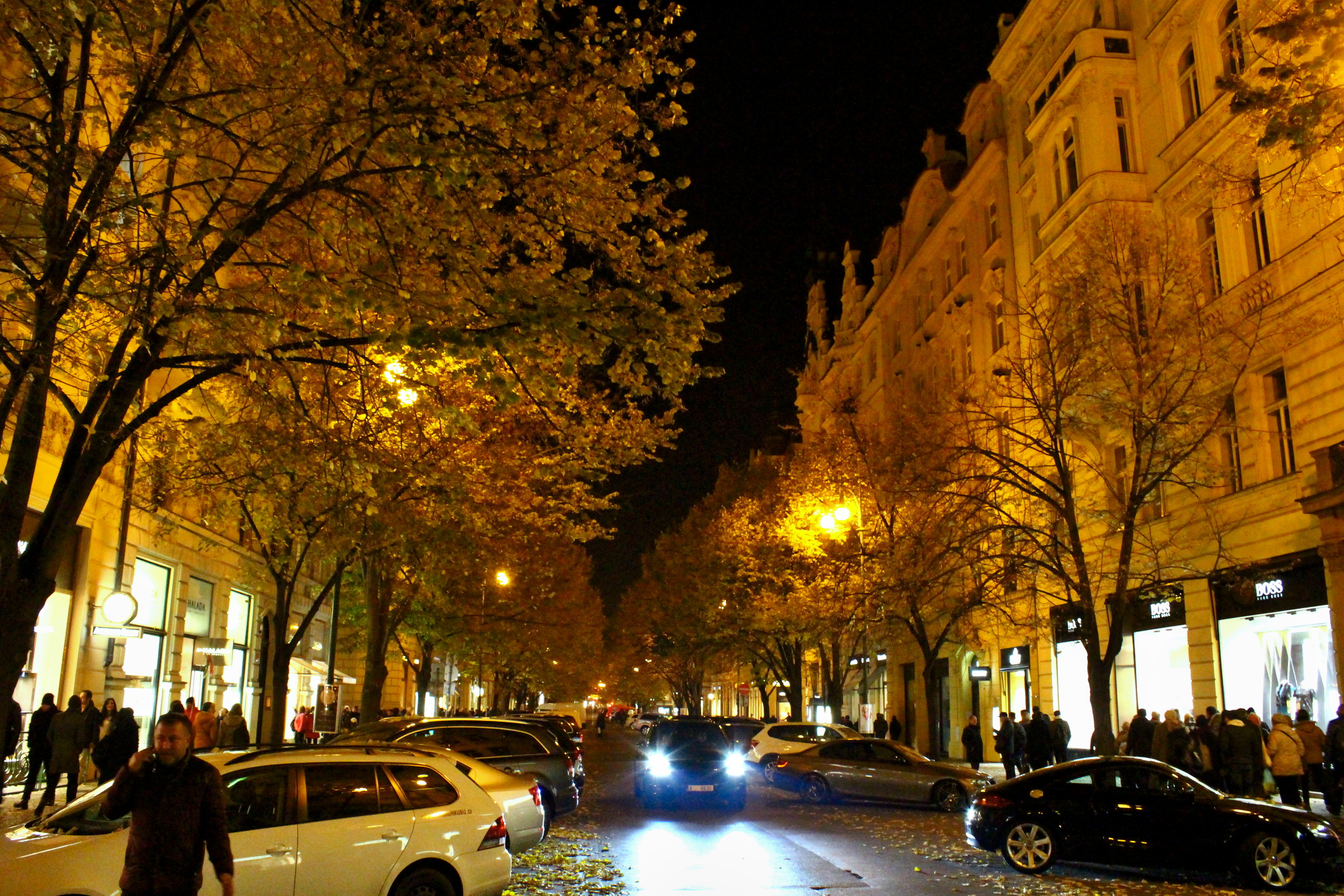
La rue de Paris, la nuit.

La rue a été créée lors du réaménagement de la ville juive au tournant des XIXe et XXe siècles. Elle porte aujourd'hui son nom, Pařížská, car elle rappelle les boulevards parisiens.
D'après les projets initiaux elle devrait constituer la partie extrême, avant le fleuve, d'une large avenue dessinée depuis le musée National sur la place Venceslas, traversant la Vieille Ville, la place de la Vieille ville, et Josefov, pour copier l'avenue des Champs-Élysées, à Paris. Ce plan ne s'est jamais concrétisé par manque de crédits et grâce à l’opposition des Pragois.

## Bâtiments remarquables
Les seuls bâtiments de la rue datant de la période d'avant l’assainissement des quartiers centraux de Prague au 19e siècle (pražská asanace), sont l'église Saint-Nicolas de la Vieille-Ville et la Synagogue vieille-nouvelle.

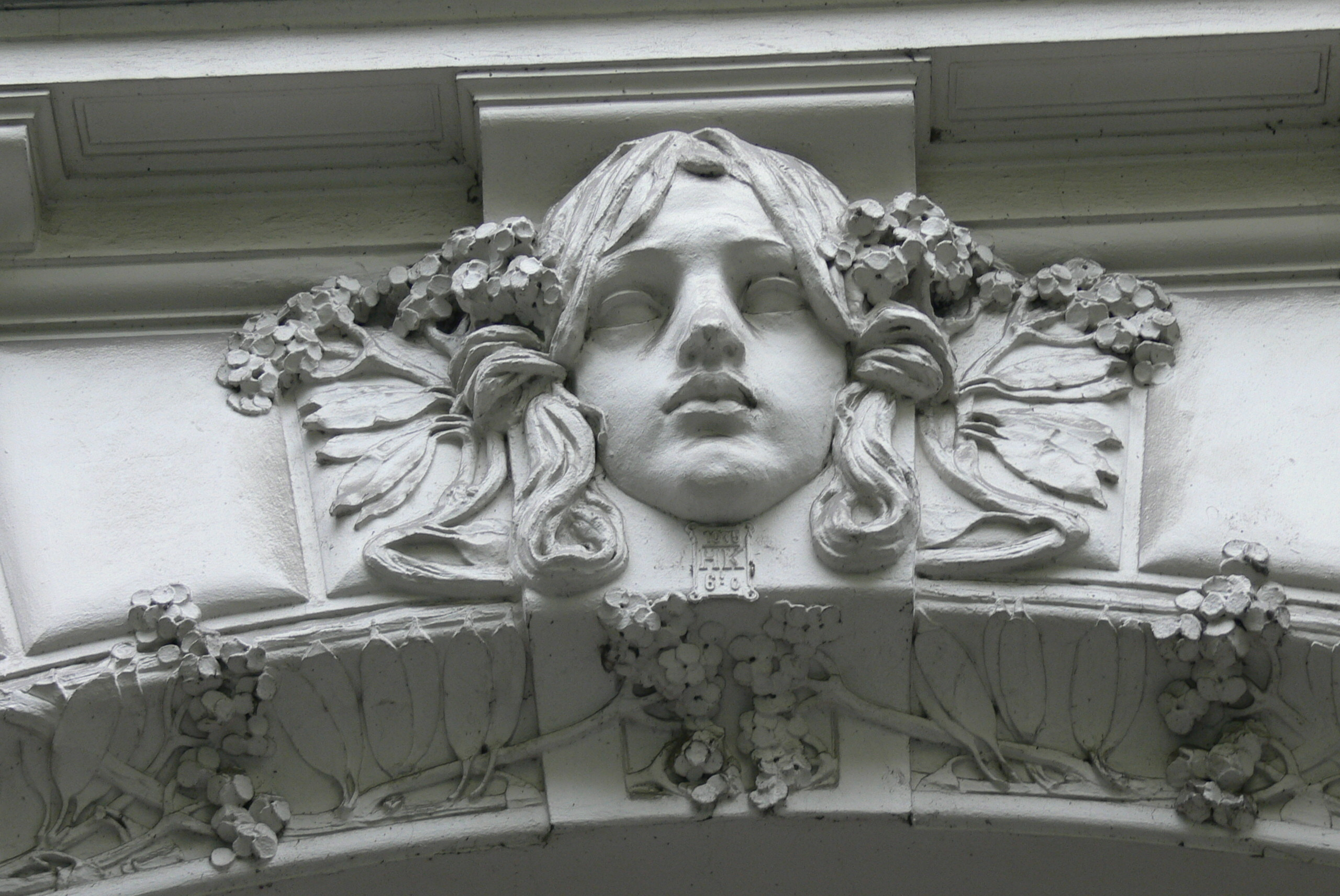
Mascaron
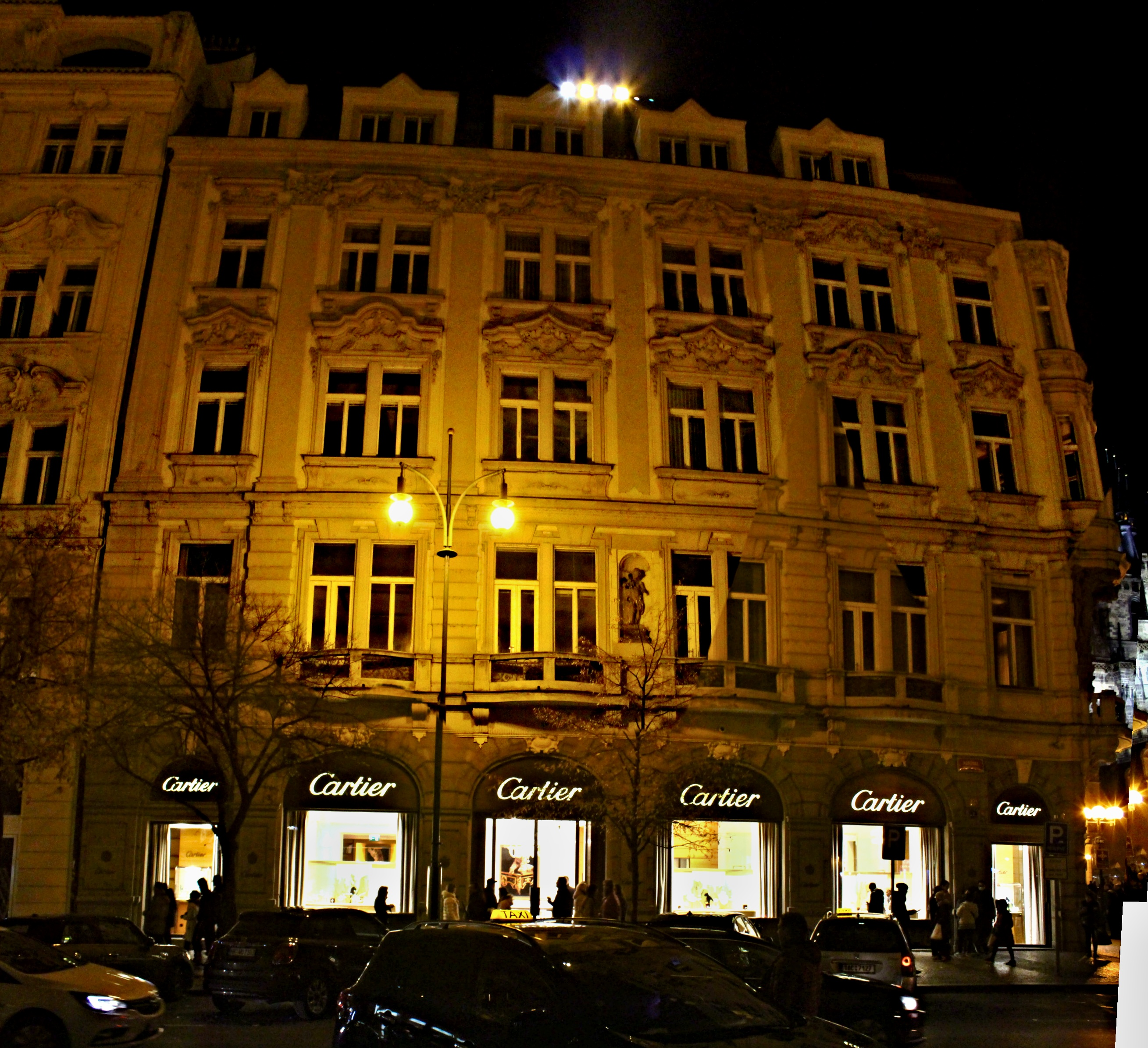
Maison dans la rue
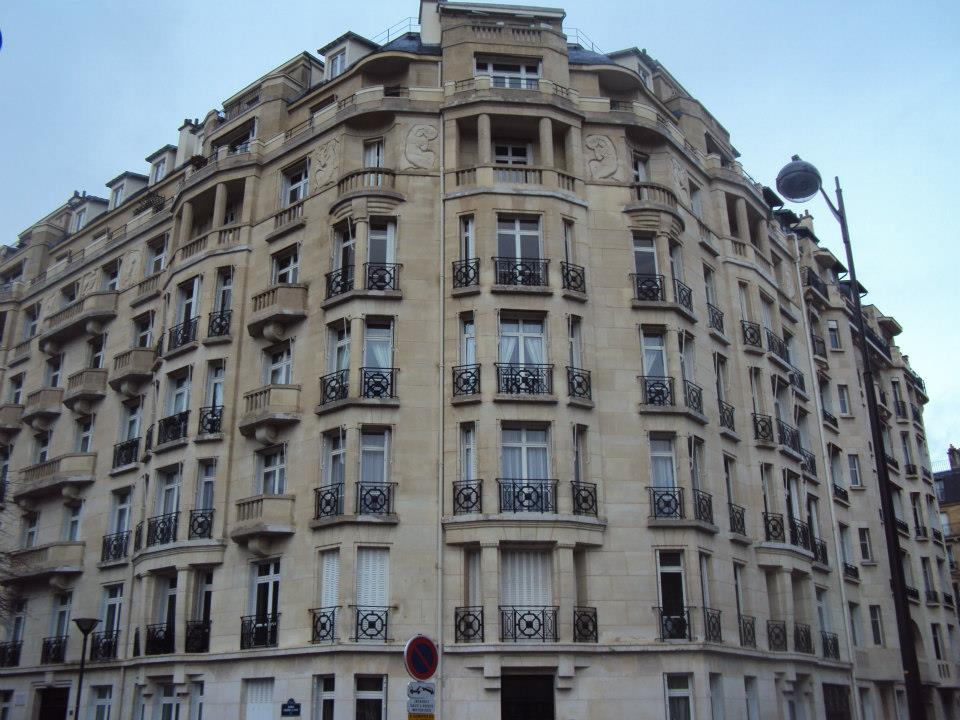
Architecture typique de la rue
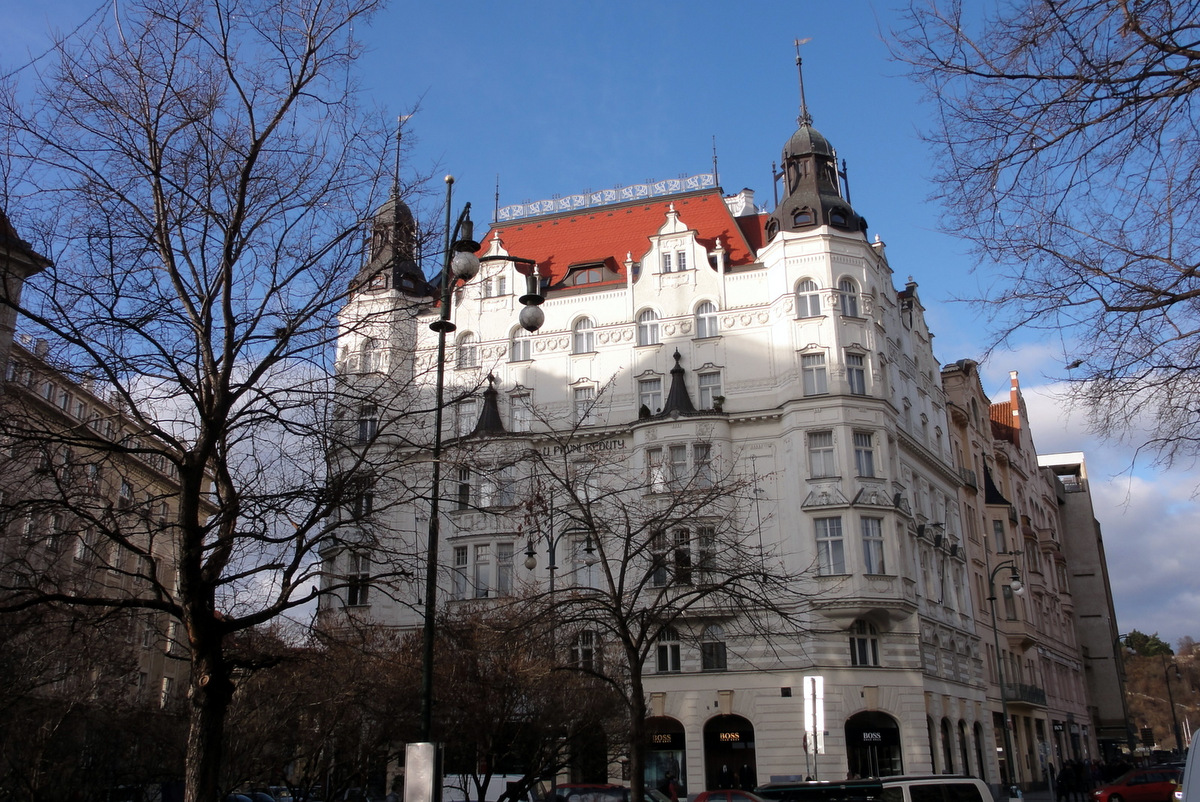
Panorama de la rue
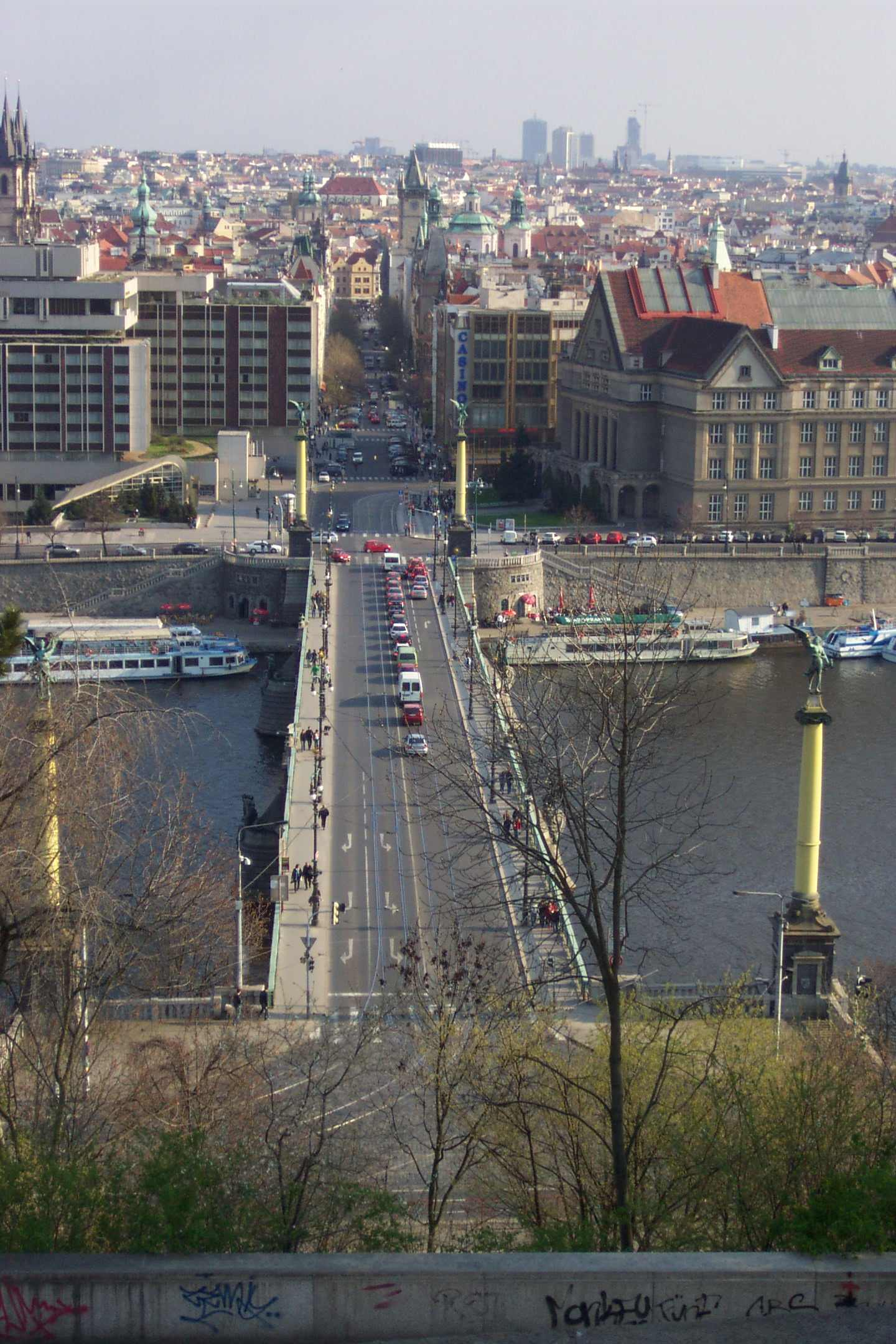
Vue depuis la colline et le jardin de Letná